# Анюйський хребет
Анюйський хребет (Південно-Анюйський хребет, рос. Анюйский хребет) — гірський хребет у Чукотському автономному окрузі, Росія. Між річками Великий Анюй і Малий Анюй. Найвищими точками Анюйського хребта є
пік Блохіна 1779 м 67°06′06″ пн. ш. 166°51′38″ сх. д. / 67.10167° пн. ш. 166.86056° сх. д., та пік Радянської Гвардії (1775 м)
Анюйський хребет є частиною Східносибірського нагір'я. На півночі він межує з Східносибірським морем, на сході — з Анадирським хребтом, на південному сході — з Анадирським плоскогір'ям, на південному заході — з Колимським нагір'ям, і на заході — зі Східносибірською низовиною.
Анюйський хребет складений пісковиками, сланцями, аргілітами, прорваними гранітними інтрузіями. Хребет покритий рослинністю. У долинах річок розташовані рідкісні модринові ліси, схили гір покриті тундровою рослинністю, а на вершинах — гірська тундра.